# 安固橡膠
安固橡膠工業股份有限公司為一家總部位於臺灣臺北市信義區的輪胎製造商，主要產品為各式丁基橡膠（又稱人造膠）內胎與襯帶（flap，中國習稱為墊帶）。
除了自有品牌外，安固橡膠也替普利司通、米其林、杭州中策輪胎、銀川佳通輪胎、貴州輪胎、上海回力輪胎（雙錢輪胎）、美國卡萊輪胎等公司代工生產各式內胎與襯帶，年產量達2千萬條。

## 公司沿革
安固橡膠在1976年由洪宗錄、洪宗魁兩兄弟於彰化縣北斗鎮創設，1978年正式登記為公司。與其他臺灣本土輪胎製造商不同的是，該公司一開始便以內胎與襯帶為主要產品。1995年10月遷廠至張家港市現址，2008年收購維鴻橡膠公司越南廠，改組成越南工廠。

## 分公司與工廠
- 總部：臺北市信義區基隆路一段432號15樓之2
- 員林工廠：彰化縣員林市員集路一段336號
- 張家港工廠：中國江蘇省張家港市鳳凰鎮港口街道辦事處
- 越南工廠：越南西寧省坵油縣清福社金釵邑

## 外部連結
- 安固橡膠官方網站 （页面存档备份，存于）
- 安固（張家港）橡膠工業有限公司